# GREEN JACKET
GREEN JACKET（グリーン・ジャケット）は、Inter FM897で2008年1月5日から放送している番組。

## 放送時間
- 土曜5:00 - 8:00（2008年1月5日 - 2010年3月27日）
- 土曜6:00 - 8:00（2010年4月3日[2] - 2013年3月31日）
- 土曜5:00 - 8:00（2013年4月6日 - 2019年5月25日）
- 土曜5:00 - 9:00（2019年6月1日 - ）

## 放送内容・来歴
マスターズ・トーナメント優勝者に贈られる「グリーンジャケット」を番組タイトルに、日本や海外など世界のゴルフツアー情報を伝える番組である。釣り情報や交通情報を放送した時期もある。
2010年4月3日から大和証券グループが提供スポンサーを降り、番組タイトルから「大和証券グループ presents」が外れて放送時間が2時間に短縮された。 
2013年4月6日から以前の放送時間に戻り、2019年6月1日からさらに1時間拡大された。
2014年4月5日からInterFM NAGOYA → Radio NEOでも放送されていたが、同局が閉局して2020年6月27日にネット受けを終了した。
2017年10月28日に放送500回を迎えた。

## 2019年6月以降のレギュラーコーナー
- 5:50 JET & SPORTS Presentsタッド尾身のワンミニッツゴルフイングリッシュ
- 6:20 三菱ケミカル presents The Choice to Win.
- 6:45 the HOUSE presents Enjoy Golf Life
- 7:34 YAMAHA presents Fairway Talk
- 7:45 Hot Shot with GDO[4]
- 8:15 MIDORI PF1 Presents Play,Safety

## 出演者

### DJ
- タケ小山（プロゴルファー）（2008年4月5日 - ）

### レギュラー出演者
- 向井康子[4] - GDOエグゼクティブプロデューサー、『hotshot with GDO』コーナー進行役
- 小崎仁久[5] - NOBODER所属スポーツライター、第1週『スポーツのツボ』担当
- 和田奈美佳[6] - 三桂所属スポーツキャスター、第2週『スポーツのツボ』担当
- 関雅史[7] - PGA公認A級インストラクターでクラブフィッター、第3週スタジオに登場[8]。当初は第3週の『Today's GOLF Tips』コーナー担当(2014年4月 - )。
- 田崎健太[9] - ノンフィクション作家、第3週『スポーツのツボ』担当
- 浦東大人[10] - プロゴルファー、第4週スタジオに登場。当初は『Call in One』第4週『ゴルフ寺子屋』担当(2010年4月 - )
- 上杉隆[11] - NOBODER代表、第4週『スポーツのツボ』担当
- 池田浩二[10] - 中央大学準硬式野球部監督、第5週『スポーツのツボ』担当

### 過去の出演者
- ロバート・ハリス[12]
- 青木さくら[13]
- 佐藤多恵（2010年3月降板）[2]
- 島本麻衣子（MAYBE HAPPYコーナー担当、2009年3月降板）[14]
- 谷将貴（谷将貴のLET`S GET BIRDIEコーナー担当、2010年9月降板）[15]
- 富田隆（最終週all in Oneコーナー担当、2010年3月降板）[2]
- 長手絢香（ゴルフレッスンコーナーで、旧芸名の「アヤカ」時代から出演していたが、谷原秀人プロと結婚を機に降板）
- 舩越園子（U.S. GOLF EXPRESSコーナー担当）
- 今井美紀 - ヨガインストラクター、『MIDORI PF1 Presents Play, Safety』担当（2023年3月降板）

### コーナーゲスト
※Hot Shot with GDOに出演したゲストの一覧

## 特別番組
- GJ special edition 「KONICA MINOLTA presents THE MAJOR」（2011年9月3日放送）[16]